# Lutin des pins
Callophrys (Incisalia) niphon
Espèce
Le Lutin des pins (Callophrys (Incisalia) niphon)  est une espèce d'insectes lépidoptères de la famille des Lycaenidae, de la sous-famille des Theclinae présent en Amérique du Nord.

## Dénomination
Incisalia niphon a été décrit par Jakob Hübner en 1819 sous le nom initial de Lycus niphon.
Synonyme :Incisalia nipha ; Morris, 1860; Callophrys (Incisalia) niphon ; Pelham, 2008.

### Noms vernaculaires
Le Lutin des pin se nomme en anglais Eastern Pine Elfin.

### Sous-espèce
- Incisalia niphon niphon
- Incisalia niphon clarki Freeman, 1938[1].

## Description
Le Lutin des pins est un papillon d'une envergure de 22 mm à 32 mm qui présente un léger dimorphisme sexuel : le dessus du mâle est marron, alors qu'il est marron bordé de noir chez la femelle, les deux avec une frange entrecoupée de barres foncées.
Le revers est orné de fines lignes marron et de fines lignes blanches et d'une ligne submarginale de chevrons foncés,,.

### Chenille
La chenille est verte ornée de lignes blanchâtres, parfois orange.

### Espèces proches
Le Lutin du pin gris (Callophrys eryphon) est très semblable.

## Biologie

### Période de vol et hivernation
C'est la chrysalide qui hiverne.
Il vole en une génération de mars à juin.

### Plantes hôtes
Les plantes hôtes de sa chenille sont des pins, Pinus banksiana, Pinus rigida, Pinus strobus et Pinus virginiana,.

## Écologie et distribution
Callophrys niphon est présent dans tout l'est de l'Amérique du Nord, au Canada dans le sud du Nouveau-Brunswick et en Nouvelle-Écosse, dans la région des Grands Lacs, Minnesota, Wisconsin et Michigan, tout l'est jusqu'en Floride, et dans le sud-est dans le Missouri, l'Arkansas, la Louisiane et l'est du Texas et de l'Oklahoma,.

### Biotope
Il réside dans les forêts de pin.

### Protection
Pas de statut de protection particulier.

### Liens taxonomiques
- (en) Tree of Life Web Project : Callophrys niphon
- (fr + en) ITIS : Callophrys niphon  (Hübner, 1819)
- (en) Animal Diversity Web : Callophrys niphon